# 糸魚川東バイパス
糸魚川東バイパス（いといがわひがしバイパス）は、新潟県糸魚川市間脇から同市押上に至る、国道8号のバイパス道路である。

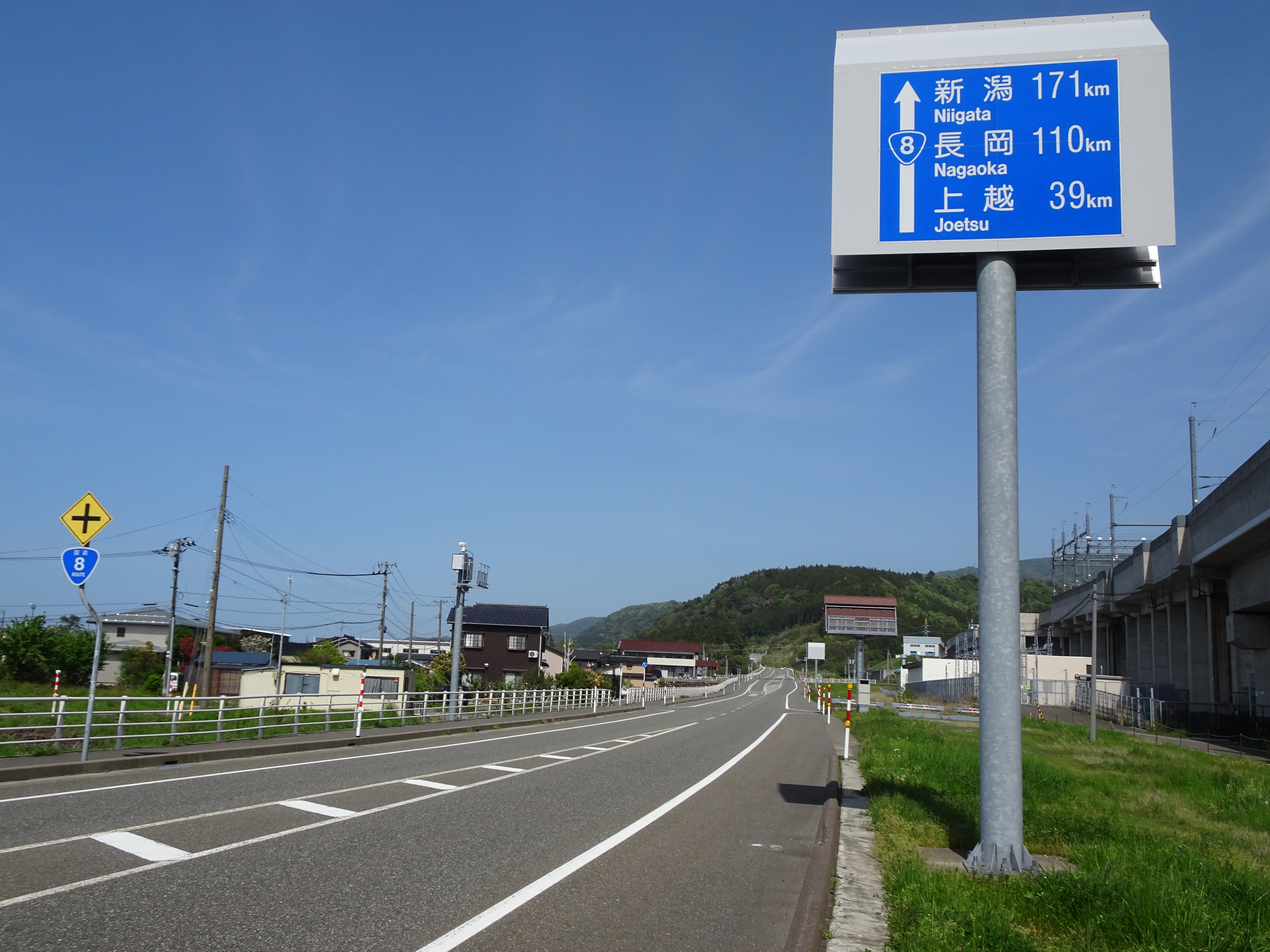
新潟県糸魚川市大和川付近

2015年現在は、梶屋敷 - 押上間が開通している。

## 概要

### 路線データ
- 起点 : 新潟県糸魚川市間脇[1]
- 終点 : 新潟県糸魚川市押上[1]
- 全長 : 6.9 km[1]
- 規格 : 第3種第2級[1]
- 道路幅員 : 暫定14.5 m（完成28.0 m）（間脇 - 梶屋敷間3.1km）、完成11.0 m（梶屋敷 - 押上間3.8 km）※後者の区間は歩道を設けず[2]
- 車線数 : 暫定2車線（完成4車線）（間脇 - 梶屋敷）、完成2車線（梶屋敷 - 押上）[2]
- 車線幅員 : 3.5 m[1]
- 設計速度 : 60 km/h[1]

## 歴史
- 1983年（昭和58年） - 1987年（昭和62年） : 計画線調査[1]
- 1989年（平成元年）度 : 事業化[1]
- 1990年（平成2年）4月10日 : 都市計画決定（4車線区間）[1]
- 1992年（平成4年）度 : 用地買収に着手[1]
- 1998年（平成10年） : 着工[1]
- 2000年（平成12年）10月31日：起工式（梶屋敷地内）[3]
- 2010年（平成22年）3月25日 : 糸魚川市梶屋敷 - 同市大和川間1.9 kmが暫定2車線で開通[1][4]
- 2015年（平成27年）5月30日 : 糸魚川市大和川 - 同市押上間1.3 kmが暫定2車線で開通（糸魚川バイパスと接続）[1][5][6][7]

## 地理

### 通過する自治体
- 新潟県
  - 糸魚川市

## 主な交差点
- 上側が起点側、下側が終点側。左側が上り側、右側が下り側。
- 交差する道路は、県道以上の道路および立体交差をするもしくは立体交差をする計画の道路。特記がないものは市町道。

| 交差する道路など                      | 交差する道路など                                     | 交差する場所 | 交差する場所 | 交差する場所           | 備考                                                                |
| ------------------------------------- | ---------------------------------------------------- | ------------ | ------------ | ---------------------- | ------------------------------------------------------------------- |
| 国道8号 上越・長岡方面                |                                                      |              |              |                        |                                                                     |
| 国道8号（現道）                       |                                                      | 糸魚川市     |              |                        | 糸魚川市間脇にて接続予定                                            |
| この間未開通                          |                                                      |              |              |                        |                                                                     |
| 新潟県道270号湯之河内梶屋敷停車場線   | 新潟県道270号湯之河内梶屋敷停車場線                  | 糸魚川市     |              | 立壁                   | 県道270号を介して国道8号現道と接続                                  |
| 大和川方面                            | 新潟県道222号西中糸魚川線 <都市計画道路中央大通り線> | 糸魚川市     | 前川         | 糸魚川駅アルプス口方面 |                                                                     |
|                                       | 国道8号（現道）                                      | 糸魚川市     | 海川大橋     |                        | 糸魚川バイパス方面のみ接続 糸魚川東バイパス方面への流出入はできない |
| 糸魚川バイパス 国道8号 朝日・魚津方面 |                                                      |              |              |                        |                                                                     |

## 接続するバイパスの位置関係
（京都方面）糸魚川バイパス - 糸魚川東バイパス - （現道） - 能生バイパス（新潟方面）